# Lasiophanes hoffmanni
Lasiophanes hoffmanni är en myrart som först beskrevs av Auguste-Henri Forel 1903.  Lasiophanes hoffmanni ingår i släktet Lasiophanes och familjen myror. Inga underarter finns listade i Catalogue of Life.

## Bildgalleri

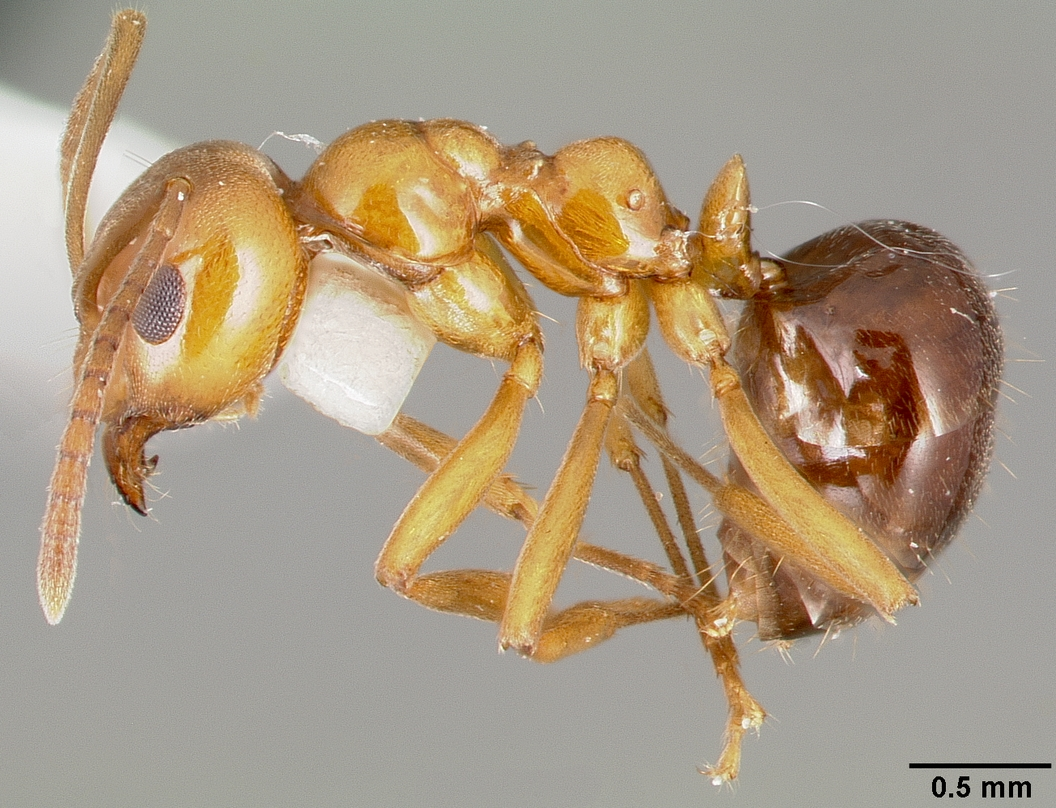